# Coppa d'Islanda (calcio femminile)
La Coppa d'Islanda, in lingua islandese Borgunarbikar kvenna í knattspyrnu e denominata Mjólkurbikar kvenna per ragioni di sponsorizzazione, è la coppa nazionale di calcio femminile islandese, assegnata dalla federazione calcistica dell'Islanda (Knattspyrnusamband Íslands - KSÍ). Istituita nel 1981, rappresenta il secondo torneo calcistico islandese per importanza dopo la Besta deild kvenna, il primo livello del campionato nazionale di categoria.

## Albo d'oro
| Anno | Vincitore        | Risultato           | Finalista        |
| ---- | ---------------- | ------------------- | ---------------- |
| 1981 | Breiðablik       | 4-0                 | Valur            |
| 1982 | Breiðablik       | 1-1 (dts) (7-6 dtr) | Valur            |
| 1983 | Breiðablik       | 3-1                 | ÍA Akranes       |
| 1984 | Valur            | 3-3 (dts) (6-4 dtr) | ÍA Akranes       |
| 1985 | Valur            | 1-0                 | ÍA Akranes       |
| 1986 | Valur            | 2-0                 | Breiðablik       |
| 1987 | Valur            | 2-1                 | ÍA Akranes       |
| 1988 | Valur            | 1-0                 | ÍA Akranes       |
| 1989 | ÍA Akranes       | 3-1                 | Þór              |
| 1990 | Valur            | 1-0                 | ÍA Akranes       |
| 1991 | ÍA Akranes       | 6-0                 | Keflavík         |
| 1992 | ÍA Akranes       | 3-2                 | Breiðablik       |
| 1993 | ÍA Akranes       | 3-1                 | Stjarnan         |
| 1994 | Breiðablik       | 1-0                 | KR Reykjavík     |
| 1995 | Valur            | 1-0                 | KR Reykjavík     |
| 1996 | Breiðablik       | 3-0                 | Valur            |
| 1997 | Breiðablik       | 2-1                 | Valur            |
| 1998 | Breiðablik       | 3-2                 | KR Reykjavík     |
| 1999 | KR Reykjavík     | 3-1                 | Breiðablik       |
| 2000 | Breiðablik       | 1-0                 | KR Reykjavík     |
| 2001 | Valur            | 2-0                 | Breiðablik       |
| 2002 | KR Reykjavík     | 4-3                 | Valur            |
| 2003 | Valur            | 3-1                 | ÍBV Vestmannæyja |
| 2004 | ÍBV Vestmannæyja | 2-0                 | Valur            |
| 2005 | Breiðablik       | 4-1                 | KR Reykjavík     |
| 2006 | Valur            | 3-3 (dts) (4-1 dtr) | Breiðablik       |
| 2007 | KR Reykjavík     | 3-0                 | Keflavík         |
| 2008 | KR Reykjavík     | 4-0                 | Valur            |
| 2009 | Valur            | 5-1 (dts)           | Breiðablik       |
| 2010 | Valur            | 1-0                 | Stjarnan         |
| 2011 | Valur            | 2-0                 | KR Reykjavík     |
| 2012 | Stjarnan         | 1-0                 | Valur            |
| 2013 | Breiðablik       | 2-1                 | Þór/KA           |
| 2014 | Stjarnan         | 4-0                 | Selfoss          |
| 2015 | Stjarnan         | 2-1                 | Selfoss          |
| 2016 | Breiðablik       | 3-1                 | ÍBV Vestmannæyja |
| 2017 | ÍBV Vestmannæyja | 3-2                 | Stjarnan         |
| 2018 | Breiðablik       | 2-1                 | Stjarnan         |
| 2019 | Selfoss          | 2-1                 | KR Reykjavík     |

## Vittorie per club
| Club             | Vittorie | Anno                                                                         |
| ---------------- | -------- | ---------------------------------------------------------------------------- |
| Valur            | 13       | 1984, 1985, 1986, 1987, 1988, 1990, 1995, 2001, 2003, 2006, 2009, 2010, 2011 |
| Breiðablik       | 12       | 1981, 1982, 1983, 1994, 1996, 1997, 1998, 2000, 2005, 2013, 2016, 2018       |
| ÍA Akranes       | 4        | 1989, 1991, 1992, 1993                                                       |
| KR Reykjavík     | 4        | 1999, 2002, 2007, 2008                                                       |
| Stjarnan         | 3        | 2012, 2014, 2015                                                             |
| ÍBV Vestmannæyja | 2        | 2004, 2017                                                                   |
| Selfoss          | 1        | 2019                                                                         |